# Camera Café (série télévisée, 2003)
 (mai 2014).
Si vous disposez d'ouvrages ou d'articles de référence ou si vous connaissez des sites web de qualité traitant du thème abordé ici, merci de compléter l'article en donnant les références utiles à sa vérifiabilité et en les liant à la section « Notes et références ».
Pour les articles homonymes, voir Caméra Café.
Camera Café est une sitcom italienne créée en 2003 et diffusée entre le 6 octobre 2003 et le 6 avril 2012 sur Italia 1, et à partir du 4 septembre au 1er décembre 2017 sur Rai 2. Elle est adaptée de la série télévisée française homonyme créée par Bruno Solo, Yvan Le Bolloc'h et Alain Kappauf en 2001.
Elle est interprétée par le duo comique Luca et Paolo.

## Distribution
- Luca Bizzarri : Luca Nervi
- Paolo Kessisoglu : Paolo Bitta
- Alessandro Sampaoli : Silvano Rogi
- Debora Villa : Patrizia D'Imporzano
- Renato Liprandi : Augusto De Marinis
- Claudia Barbieri : Ilaria Tanadale
- Roberta Garzia : Gaia De Bernardi
- Sabrina Corabi : Alessandra Costa
- Giorgia Cardaci : Anna Murazzi
- Linda Gennari : Emma Missale
- Giovanna Rei : Giovanna Caleffi
- Carlo Giuseppe Gabardini : Olmo Ghesizzi
- Jessica Polsky : Jessica
- Massimo Costa : Giuseppe Lo Cascio
- Margherita Fumero : Wanda Sordi
- Paolo Bufalino : Andrea Pellegrino
- Riccardo Magherini : Vittorio Ubbiali
- Cecilia Cinardi : Maria Eleonora Baù
- Fabrizio Careddu : Michele Carminati
- Roberto Accornero : Guido Geller
- Elena Santarelli : Caterina Farini
- Desy Luccini : Gloria
- Roberta Nanni : Lucrezia Orsini
- Serena Autieri : Dr. S. Corte
- Marco Palvetti : Stefano Ambrosini
- Sara Cardinaletti : Chiara Giordano
- Ippolita Baldini : Beatrice Mucciardini
- Brenda Lodigiani : Martina Paroli
- Beatrice Schiros : Cristina
- Alessia Giuliani : Cristiana
- Roberta Mengozzi : Arianna Marelli
- Liyu Jin : Lin
- Pier Giorgio Bellocchio : Fegato Marcio
- Alberto Malanchino : Asafa N'Kono